# La Possibilité d'une île
Pour l’article homonyme, voir La Possibilité d'une île (film).
Vous pouvez aider à l'améliorer ou bien discuter des problèmes sur sa page de discussion.
- Il ne cite pas suffisamment ses sources. Vous pouvez indiquer les passages à sourcer avec {{référence nécessaire}} ou {{Référence souhaitée}}, et inclure les références utiles en les liant aux notes de bas de page. (Marqué depuis janvier 2013)
- Il doit être recyclé. La réorganisation et la clarification du contenu sont nécessaires. (Marqué depuis juin 2015)

- Archive Wikiwix
- Bing
- Cairn
- DuckDuckGo
- E. Universalis
- Gallica
- Google
- G. Books
- G. News
- G. Scholar
- Persée
- Qwant
- (zh) Baidu
- (ru) Yandex
- (wd) trouver des œuvres sur Wikidata

La Possibilité d'une île est le quatrième roman de Michel Houellebecq, publié en 2005 aux éditions Fayard. Il aborde notamment le sujet du clonage et de la création artificielle d'une nouvelle espèce tout en poursuivant la réflexion de l'auteur sur la société contemporaine, en particulier sur les relations entre les hommes et les femmes. Après avoir été pressenti pour de nombreux prix littéraires en 2005, ce roman a finalement remporté le prix Interallié.

## Structure
Le roman est structuré en trois parties :
- I. Commentaire de Daniel24
- II. Commentaire de Daniel25
- III. Commentaire final, épilogue

### Résumé
Ce long roman est construit autour du récit de vie de Daniel1, que coupent et prolongent des commentaires d'autres Daniel inscrits dans une chaîne de clones (Daniel24 et, surtout, Daniel25 qui vivent deux millénaires après l'original).
Par chapitres successifs intitulés « Daniel 1,1 » jusqu'à « Daniel 1,28 » le personnage central raconte les étapes de sa vie adulte avec ses conceptions du monde et ses états d'âme ; le livre s'achevant sur le récit de vie de Daniel25 qui sert d'épilogue.
Comique professionnel à la fin du XXe siècle, Daniel 1 exploite la provocation dans des sketches sur Palestiniens et Israéliens, sur l'Opus Dei et la mafia ou sur la pornographie et les lolitas, ce qui le conduit au succès et à la fortune. Lucide et cynique, il parle de lui comme du « Zarathoustra des classes moyennes », précisant : « si l'on agresse le monde avec une violence suffisante, il finit par le cracher, son sale fric ». Daniel 1 échoue dans ses liaisons avec Isabelle, une rédactrice cynique comme lui et intelligente qui travaille dans un mauvais journal pour femmes voulant rester des « kids » pour toujours, et avec Esther, jeune actrice espagnole libérée sexuellement adepte du sexe à trois, de la double pénétration, des orgies et de la cocaïne. Daniel quitte Isabelle qui l’aimait, mais elle ne l’attirait pas à cause de son corps de quadragénaire. Esther, qui n’était pas attirée par le succès de Daniel, reste tout au long de l’histoire très distante avec lui. Après avoir commencé à avoir du succès notamment à Hollywood, elle s’éloigne de Daniel devenu fou d’elle. Daniel après son divorce avec Isabelle sort un temps avec Esther. Cependant après séparation, il se remet avec Isabelle pour un temps jusqu’à son suicide à la suite de la mort de sa mère. Elle ne pouvait vivre avec la conviction d’avoir raté sa vie sentimentale et de passer le restant de ses jours dans un corps en décrépitude. 
De plus en plus, Daniel se sent accablé de « la mélancolie, l'apathie languide et finalement mortelle de générations désincarnées » tout en rêvant en même temps de « la possibilité d'une île » qu'éclairent les derniers vers du dernier poème envoyé avant son suicide par Daniel 1 à Esther, la femme qu'il aime et qui lui échappe : « Il existe au milieu du temps/La possibilité d'une île »).
Ce désir très explicitement baudelairien d'un ailleurs, le fait regarder avec intérêt et bienveillance les concepts de la secte des Élohimites, transposition transparente des raëliens. L'auteur décrit également avec plus d'amusement que de critique le fonctionnement de la secte avec son gourou dominant sexuel, ses scientifiques convaincus et ses manipulations des adeptes, comme lors de la disparition du prophète assassiné par un rival sexuel et qu'on prétend réincarné dans le jeune artiste Vincent (en fait son fils caché), lequel va poursuivre la quête des Élohimites (ceux-ci abandonnant bien sûr tous leurs biens à la secte qui leur promet l'éternité).
La secte richissime aménage en effet à Lanzarote, une des îles Canaries au climat tempéré et égal, une ambassade destinée à accueillir les Élohims, les adeptes attendant leur retour qui marquera la fin des temps pour l'humanité. Ces extraterrestres supposément créateurs de l'humanité possèderaient le secret de la vie éternelle, et la secte avance elle-même dans ce chemin en misant sur le clonage des élus à partir de leur ADN, ce qui offre une succession d'existences de copies conformes. Le romancier imagine la réussite du procédé puisqu'il nous propose les commentaires de Daniel 24 et Daniel25, évoquant une Marie22 ou une Esther31, de même que les clones successifs du chien Fox, adopté à l'origine par Daniel et Isabelle.
Lassé de son existence vide, sans objectif et sans attache, Daniel 1 se suicide, ouvrant, par une décision non définie, la porte à des réincarnations successives de néo-humains devenus autotrophes, libérés par l'énergie solaire et les capsules longue durée de sels minéraux de la médiocre et pénible production énergétique de l'alimentation-digestion, libérés également de tout désir par leur existence solitaire et monacale, n'interagissant avec leurs semblables que par le biais de conversations télématiques.
L'épilogue est constitué par le récit de vie de Daniel25 qui part seul à la recherche d'une île-paradis en côtoyant sans se lier à eux des résidus de l'humanité retournés à l'âge du feu au milieu des ruines des siècles passés. Le livre s'achève sur cette impossibilité d'une île : « Le bonheur n'était pas un horizon possible ».

## Analyse et commentaires
- Si vous ne connaissez pas le sujet, laissez ce bandeau (vous pouvez alors contacter les auteurs).
- Si vous supprimez le contenu mis en cause (vous pouvez préalablement contacter les auteurs),

argumentez précisément cette suppression dans la page de discussion
(un manque de référence n'est pas un argument ; une recherche réelle de référence doit avoir été effectuée, être formellement documentée).
La Possibilité d'une île est un long roman de 450 pages à la fois satire sociale et morale du monde contemporain et conte philosophico-religieux. Ce roman ne désoriente pas les amateurs de Houellebecq : antihéros partageant le cynisme assumé de l'auteur et son goût pour l'observation sociale, importance des scènes sexuelles, humour, inscription des personnages et des situations dans le cadre d'une théorie des relations sociales, pessimisme radical appuyé ici par de nombreuses références à Schopenhauer. La Possibilité d'une île se place dans la lignée des Particules élémentaires dans la mesure où le roman décrit une transformation fondamentale de l'humanité, alors que Extension du domaine de la lutte ou Plateforme s'intéressaient au destin d'un groupe limité de personnages. Comme à son habitude, l'auteur aborde des sujets polémiques en critiquant ouvertement certains de ses contemporains ou en effleurant des sujets difficiles à aborder pour son époque tels que la pédophilie ou l'inceste, rapidement évoqués. La principale nouveauté de ce roman est le thème des sectes. Il s'inspire des raëliens pour imaginer les « Élohimites ». Il se montre à cette occasion très critique envers les gourous dont il donne une image cynique et dont il dénonce les talents de séduction. Toutefois, fortement affecté par le procès qui lui avait été intenté en 2002 à la suite de certaines déclarations sur l'Islam, il semble, comme son personnage principal qui a bâti sa réputation de comique sur des sketches sulfureux, vouloir éviter d'aller trop loin dans la provocation.
Le roman fait apparaître, en tête de deux chapitres concernant le personnage Daniel1, deux citations du site web kdm.fr.st (qui pointe vers syshell.org et qui donc ne répond plus). kdm, ou Kodmaker, est le pseudonyme d'un hacker français.
Karl Lagerfeld apparaît brièvement dans un récit d'Isabelle qui prend la forme d'un flashback.

## Réception critique et publique
Le roman est lancé par une importante campagne médiatique organisée par les éditions Fayard en vue des prix littéraires de la rentrée afin de le placer notamment comme favori du prix Goncourt. Il démarre à sa sortie avec de gros succès de vente qui iront cependant rapidement décroissant, atteignant cependant 150 000 exemplaires à la fin du mois d'octobre 2005. Alors que le roman est fortement pressenti pour les plus prestigieux prix littéraires, notamment le prix Goncourt qui fut finalement décerné à Trois jours chez ma mère de François Weyergans (qui obtient dans un « climat passionné » à la table de l'Académie Goncourt, six voix contre quatre voix au roman de Houellebecq), il obtient le prix Interallié 2005.

## Influences

### Adaptation cinématographique
En 2008, Michel Houellebecq a adapté lui-même son livre au cinéma, sous le même titre : La Possibilité d'une île. Benoît Magimel y interprète le rôle principal.

### Chanson
- L'album Comme si de rien n'était de Carla Bruni comporte une chanson intitulée La Possibilité d'une île.
- L'album Preliminaires d'Iggy Pop s'inspire de ce roman.
- La chanson Il n'y a pas d'amour de Matthieu Rosso, présente dans le spectacle "J'aurai vécu quand même" et interprétée par Éric Lareine, est tirée du poème du même nom, présent dans ce roman.

## Éditions
- La Possibilité d'une île, éditions Fayard, 2005, 485 p.  (ISBN 2-213-62547-6)
  - Le Grand livre du mois, 2005, 485 p.  (ISBN 2-2860-1675-5)
  - Éditions France loisirs, 2005, 485 p.  (ISBN 2-7441-8800-X)
  - Librairie générale française, « Le Livre de poche » no 30729, 2007, 474 p.  (ISBN 978-2-253-11552-6)